# حديقة ريام
حديقة ريام تُعد واحدة من أقدم الحدائق في سلطنة عُمان،وتتميز بإطلالتها المباشرة على البحر، مما يمنحها تميزاً خاصاًعن بقية الحدائق في السلطنة. تبلغ مساحتها 75291 متر مربع وكما توفر مساحة مناسبة للسياح لممارسة الرياضة ،مما يجعلها وجهة مفضلة للعديد من الزوار.

## إنشاء وأجزاء الحديقة
تم إنشاء حديقة ريام في عام 1991 م،لتصبح واحدة من الوجهات السياحية البارزة في سلطنة عمان، بفضل معالمها الفريدة و مرافقها المتنوعة. تم افتتاح الحديقةعلى يد السلطان قابوس بن سعيد طيب الله ثراه،الذي أسهم بشكل كبير في تطوير البلاد وازدهارها. تم انشاء المبخرة في الحديقه تكريماً للاحتفال باليوم الوطني العشرين في سلطنة عُمان،يعتبر رمزاً بارزاً يخلد هذة المناسبة الوطنية الهامه. وتعد المبخرة من أبرز معالم الحديقة، حيث تلفت الانتباه بتصميمها الهندسي الفريد الذي يجذب السياح. تقع المبخرة في أعلى نقطة من الحديقة، مما يجعلها مرئية من مسافات بعيدة ويمنح المكان طابعاً مميزاً. ومن أجزاء الحديقة أيضا  المسطحات الخضراء حيث بلغت مساحة المسطحات 40276 متر مربع حيث تضم 230 شجرة في الحديقة، تتميز الحديقة بتوفر العديد من الألعاب الكهربائية المناسبة لجميع الفئات العمرية. بالإضافة إلى ذلك، تحتوي الحديقة على مصلى،وعدة مطاعم،ومتاجر متنوعة مخصصة للأطفال،فضلاً عن المرافق العامة التي تسهم في راحة الزوار.

## موقعها الاستراتيجي
```
تقع 
حديقة ريام
 في ولاية مطرح بقلب العاصمه 
مسقط
 تميزت الحديقه بموقعها الاستراتجي لهذه سبب تعتبر الوجهة الأولى للسياح في سلطنة عمان كما أن الحديقة جمعت بين الجبال والبحار والطبيعة الخلابة. تطل حديقة ريام من الجهة الشرقية على البحر،مما يوفر إطلالات بحرية خلابة ،بينما تمتد من الجهة الأخرى نحوالجبل،ممايخلق لها مزيجاً فريداً من المناظر الطبيعية. كما أن 
شارع الكورنيش
 يمر بجانب الحديقة،مما يعزز من موقعها الاستراتيجي و المميز. بالإضافة إلى ذلك ،فهي تقع بالقرب من 
ميناء
 
السلطان قابوس بن سعيد
 طيب الله ثراه، مما يجعلها وجهة مثالية للزوار والسياح الباحثين عن الاستمتاع بالمناظر الخلابة والمرافق القريبة. ومن الجدير بالذكر ان هذة الحديقه هي المكان الذي تم توقيع معاهدة السلام بين سلطنة عمان والبرتغاليين في عام 1648م.
[
5
]
```

## معرض صور
حديقة ريام تتميز بالعديد من المشاهد الرائعة سواء في الصباح أو في المساء. وهذه بعض الصور التي تبرز جمال الحديقة في مختلف الأوقات:

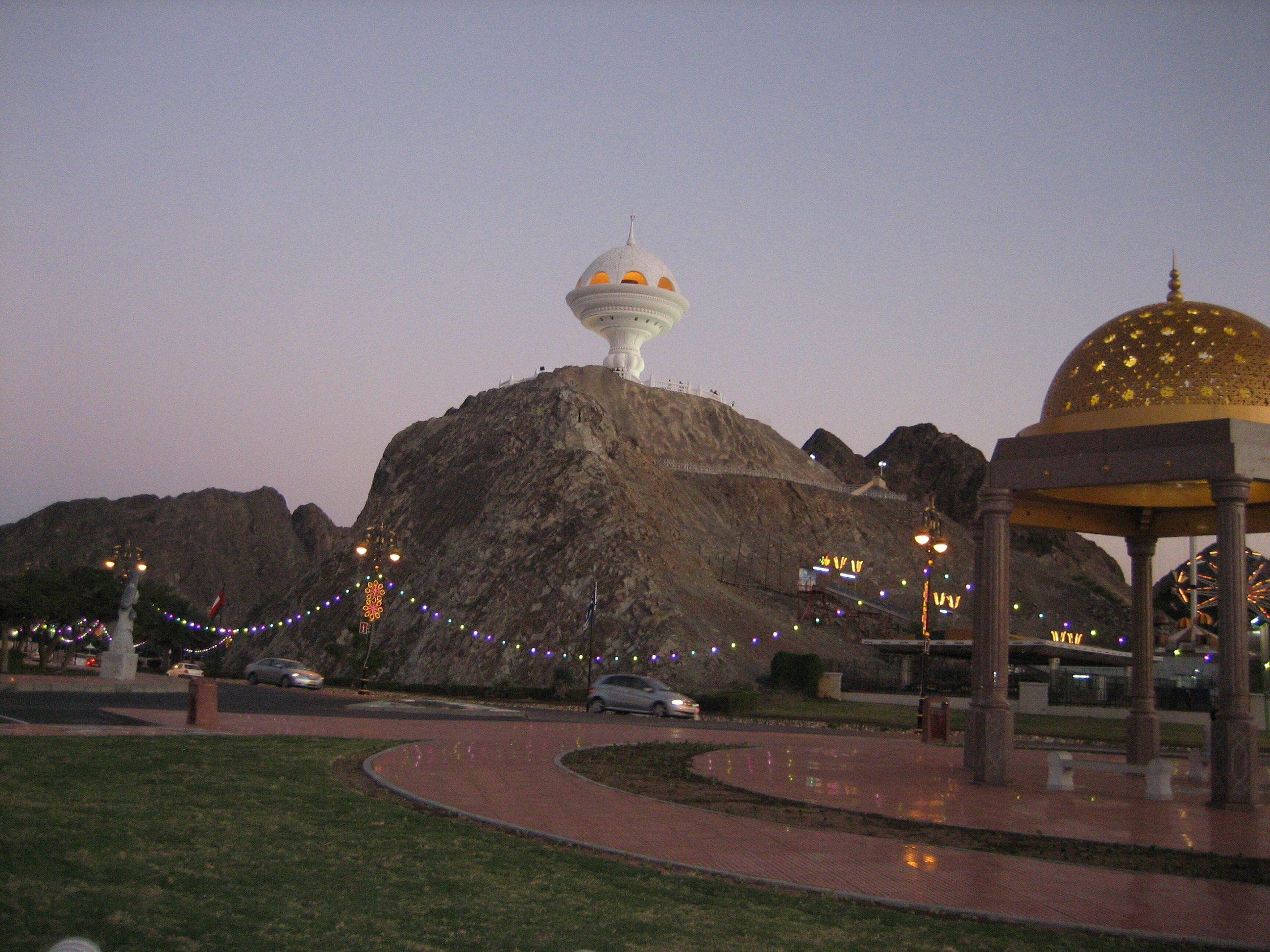
حديقة ريام في المساء
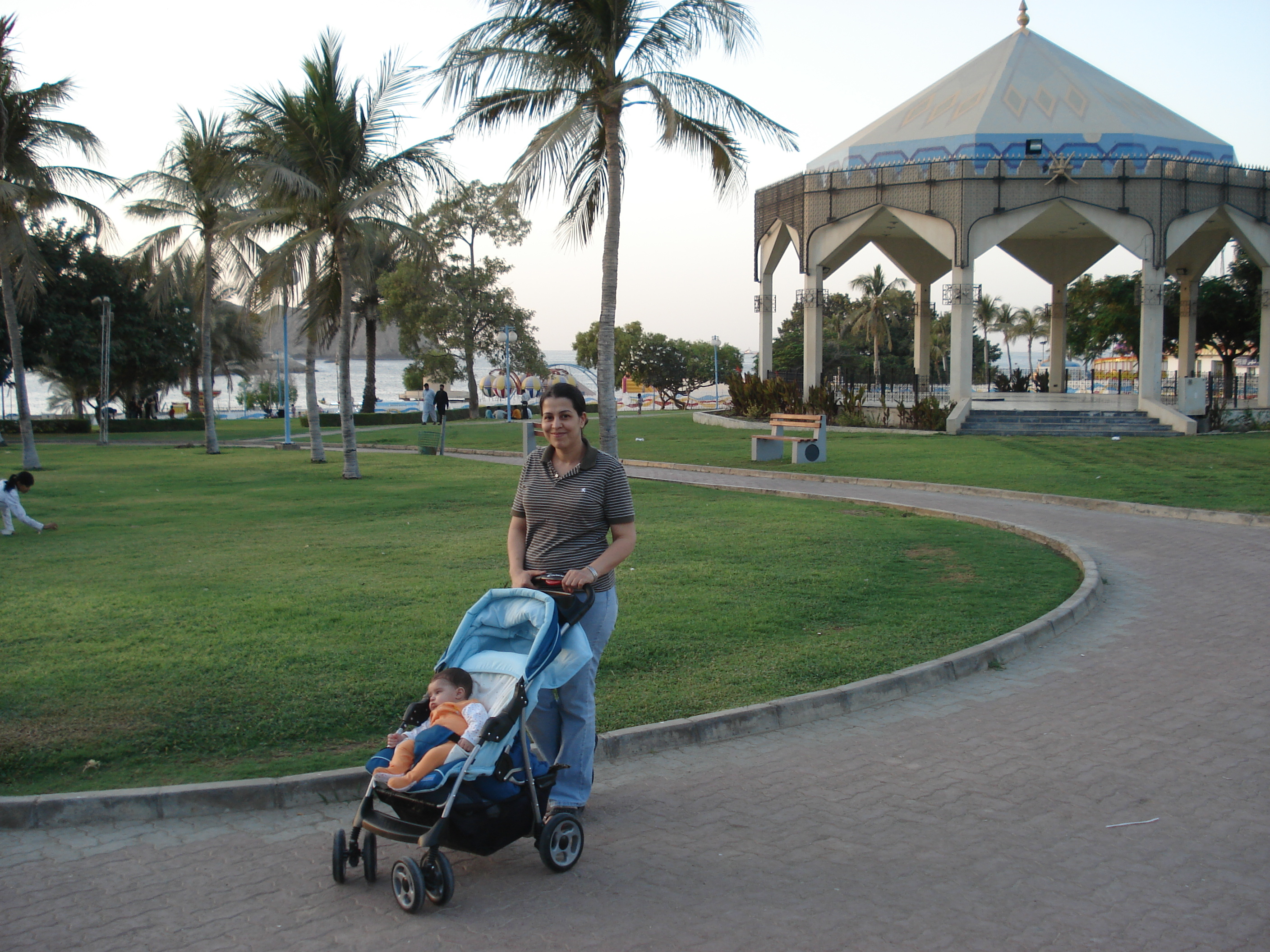
استمتاع السياح في الحديقة
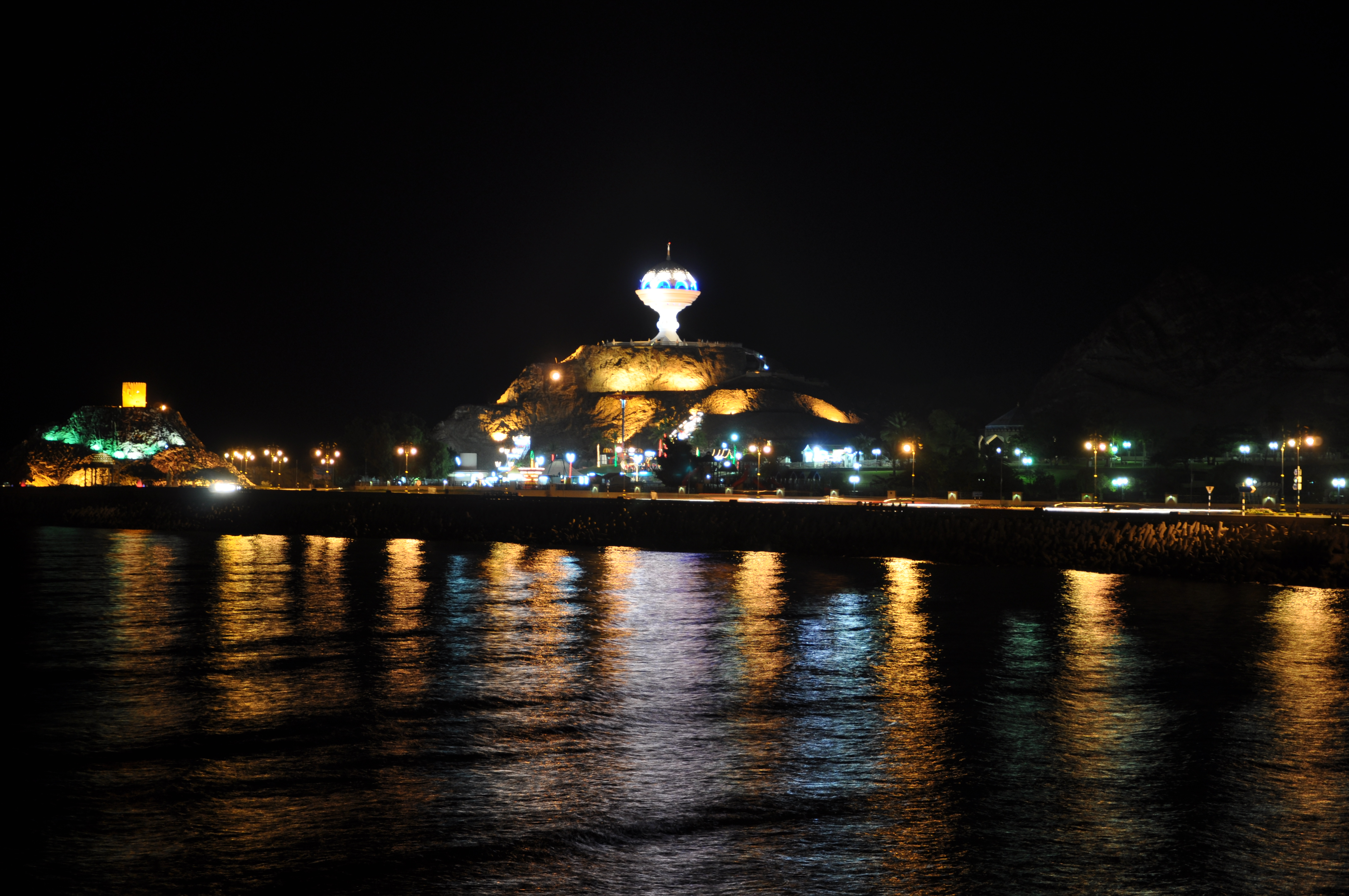
اضاءة حديقة ريام في المساء
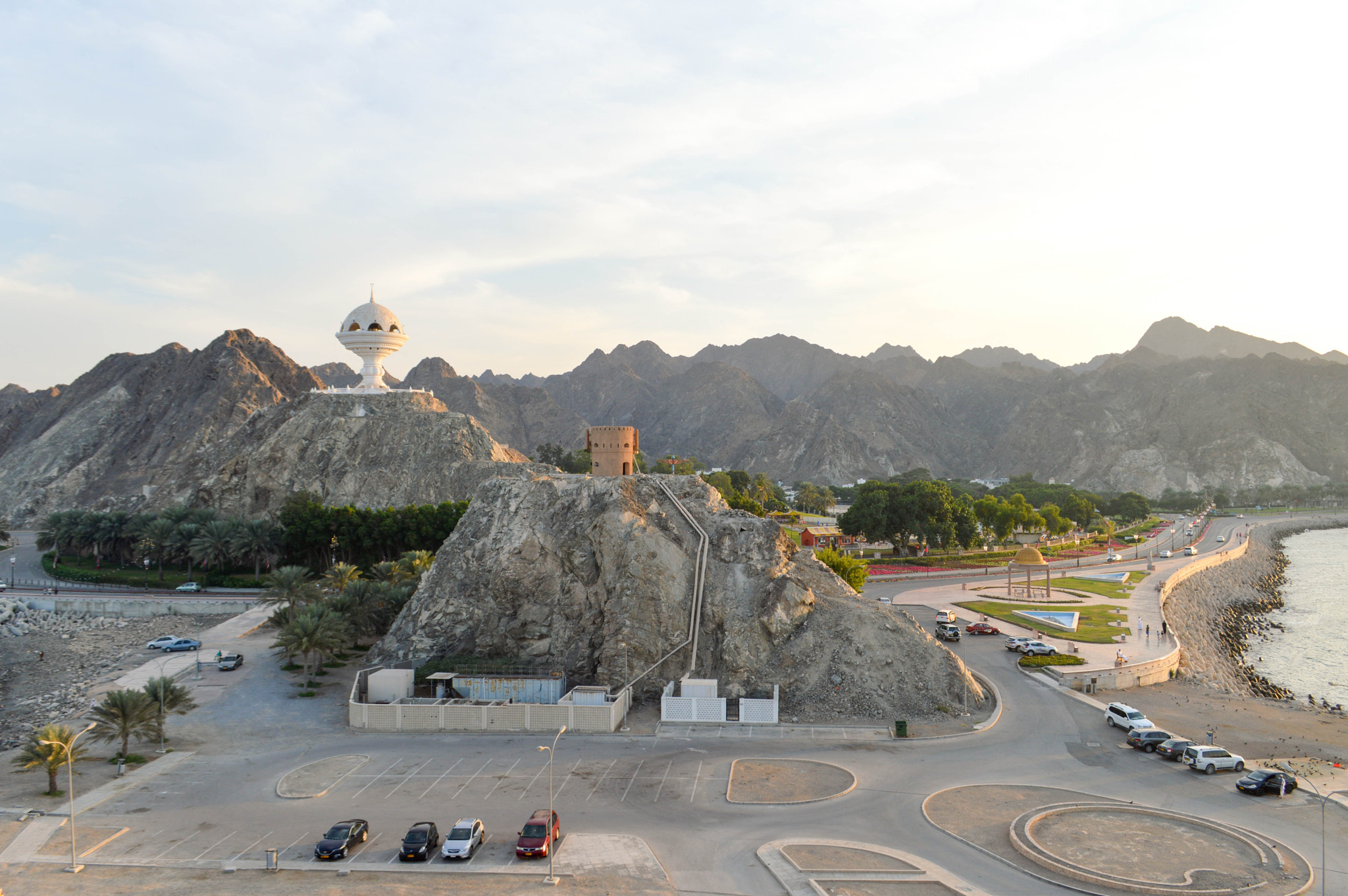
مواقف الحديقة
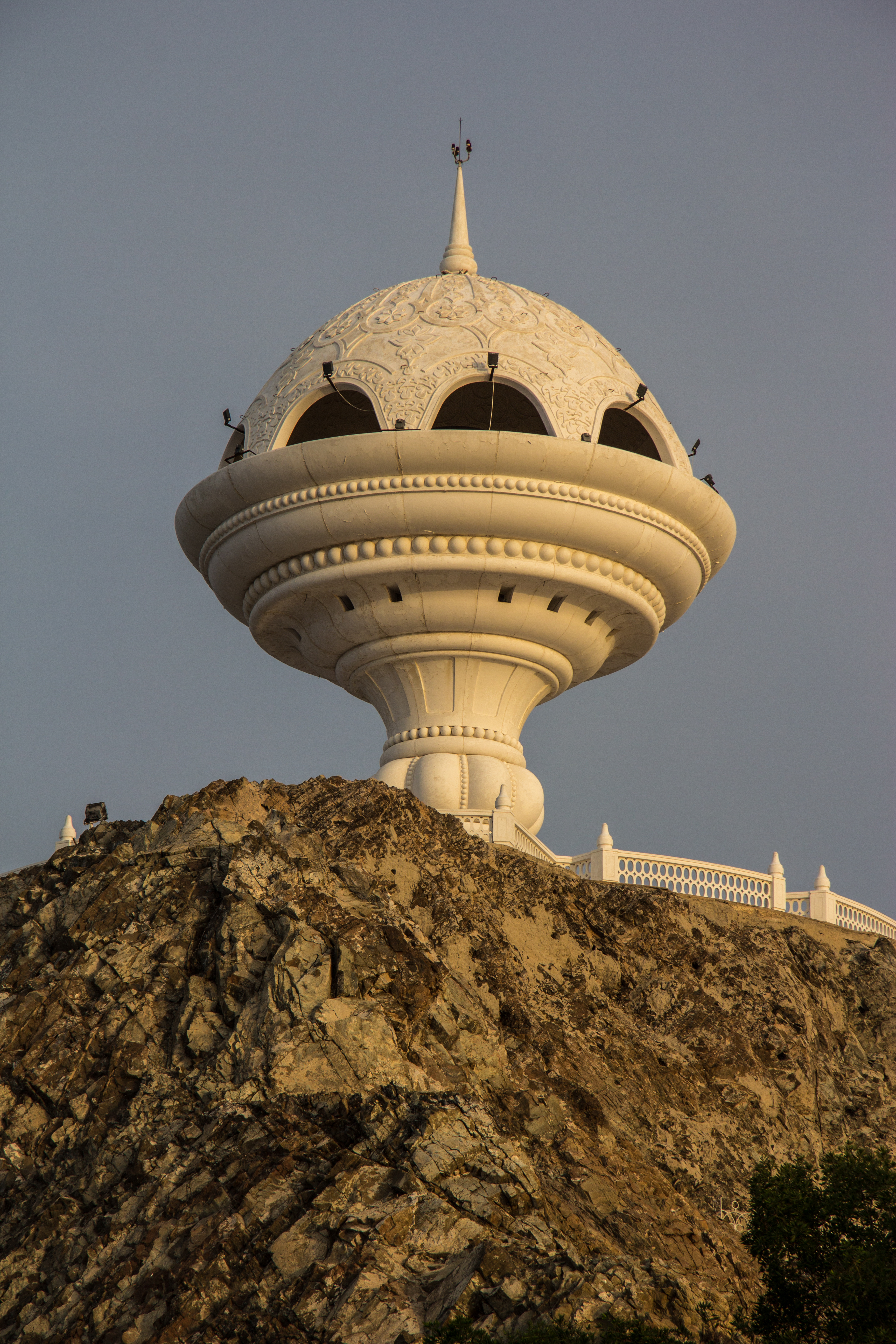
جمال المخبرة الحديقة
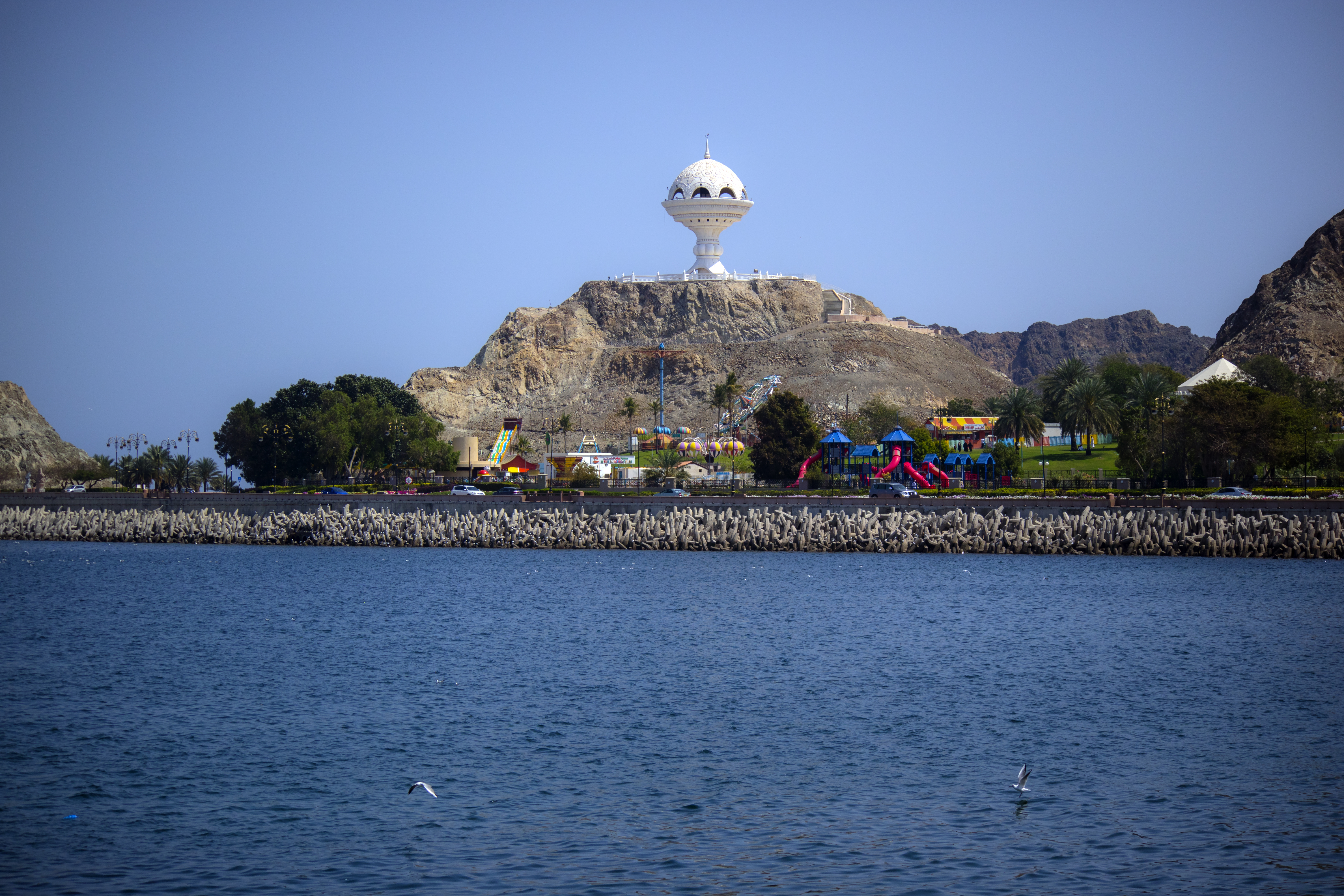
جمال الحديقه في الصباح